# Xenelmoides simplex
Xenelmoides simplex is een keversoort uit de familie beekkevers (Elmidae). De wetenschappelijke naam van de soort werd in 1927 gepubliceerd door Darlington.